# Патия (язык)
Патия — дравидийский язык, распространённый в деревнях Кажамбу, Матамангалам, Тхеккумпатта, Тхелампатта, Черамколли округа Ваянад штата Керала в Индии. Патия похож на языки менон и шаши. Лексическая схожесть патия: 88 % с каланади, 83 % с кундувади, 72 % с малаялам, 79 % с пания, 76 %-80 % с муллу-курумба, 70 %-74 % с ваянадским куричия.